# Giuseppe Misuraca
Giuseppe Misuraca (* 28. Februar 1884 in Cefalù, Italien; † 4. Juni 1962) war ein italienischer Geistlicher, römisch-katholischer Erzbischof und Diplomat des Heiligen Stuhls.

## Leben
Giuseppe Misuraca empfing am 18. April 1908 durch den Bischof von Cefalù, Anselmo Evangelista Sansoni OFM, das Sakrament der Priesterweihe.
Am 2. Juli 1941 ernannte ihn Papst Pius XII. zum Titularerzbischof von Caesarea in Cappadocia und bestellte ihn zum Apostolischen Nuntius in Venezuela. Kardinalstaatssekretär Luigi Maglione spendete ihm am 20. Juli desselben Jahres die Bischofsweihe; Mitkonsekratoren waren der Apostolische Nuntius in Italien, Erzbischof Francesco Borgongini Duca, und der Bischof von Cefalù, Emiliano Cagnoni.
Im März 1949 trat Giuseppe Misuraca als Apostolischer Nuntius in Venezuela zurück.